# (21523) GONG
(21523) GONG es un asteroide perteneciente al cinturón de asteroides descubierto el 26 de junio de 1998 por Roy A. Tucker desde el Observatorio Goodricke-Pigott, Tucson (Arizona), Estados Unidos.

## Designación y nombre
Designado provisionalmente como 1998 MW15. Fue nombrado GONG en homenaje al Global Oscillation Network Group (GONG) (Grupo Global Oscillation Network) trabaja con telescopios solares en California, Hawái, Australia, India, las Islas Canarias y Chile, que proporcionan imágenes doppler, magnéticas y de intensidad cada minuto. Los datos heliosísmicos adquiridos en las estaciones de GONG han proporcionado mucha información sobre la estructura interior del Sol.

## Características orbitales
GONG está situado a una distancia media del Sol de 3,008 ua, pudiendo alejarse hasta 3,796 ua y acercarse hasta 2,220 ua. Su excentricidad es 0,262 y la inclinación orbital 26,52 grados. Emplea 1905,94 días en completar una órbita alrededor del Sol.

## Características físicas
La magnitud absoluta de GONG es 13,9. Tiene 10,366 km de diámetro y su albedo se estima en 0,034. 